# Vieux-Boucau-les-Bains
Vieux-Boucau-les-Bains is een gemeente in het Franse departement Landes (regio Nouvelle-Aquitaine). De plaats maakt deel uit van het arrondissement Dax. Vieux-Boucau-les-Bains telde op 1 januari 2022 1.682 inwoners.

## Geografie
De oppervlakte van Vieux-Boucau-les-Bains bedroeg op 1 januari 2022 4,25 vierkante kilometer; de bevolkingsdichtheid was toen 395,8 inwoners per km².

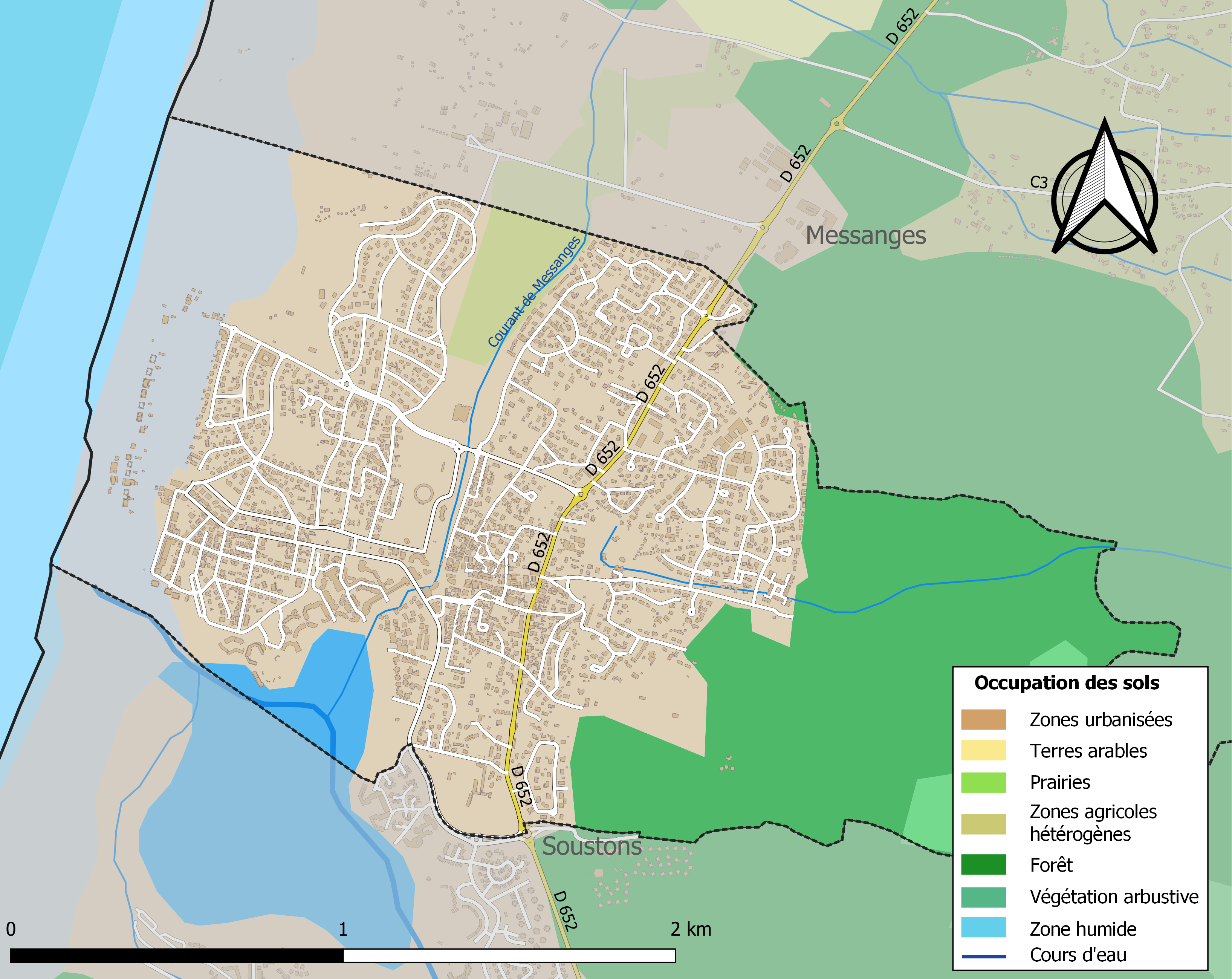
Kaart van de gemeente met de belangrijkste infrastructuur, bodemgebruik en omliggende gemeenten

## Demografie
Onderstaande figuur toont het verloop van het inwonertal (bron: INSEE-tellingen).